# SFML
SFML (англ. Simple and Fast Multimedia Library — простая и быстрая мультимедийная библиотека) — свободная кроссплатформенная мультимедийная библиотека. Написана на C++, но доступна также для C, C#, .Net, D, Java, Python, Ruby, OCaml, Go и Rust. Представляет собой объектно-ориентированный аналог SDL.
SFML содержит ряд модулей для простого программирования игр и мультимедиа приложений. Исходный код библиотеки предоставляется под лицензией zlib/png license.

## Модули
В настоящее время доступны следующие модули:
- System — управление временем и потоками; он является обязательным, так как все модули зависят от него.
- Window — управление окнами и взаимодействием с пользователем; поддерживает рисование с помощью OpenGL.
- Graphics — делает простым отображение графических примитивов и изображений.
- Audio — предоставляет интерфейс для управления звуком; для работы модуля необходим OpenAL.
- Network — управляет сетевой частью.

## Пример кода
Следующий код на языке C++ демонстрирует простейшее приложение на SFML (отображение окна и заливка его черным цветом):
```
#include
 
<SFML/Graphics.hpp>

int
 
main
()

{

	
// Создать окно

	
sf
::
RenderWindow
 
window
(
sf
::
VideoMode
(
1024
,
 
768
),
 
"Hello, World!"
,
 
sf
::
Style
::
Close
);

	
// Ограничить частоту кадров в секунду до 60

	
window
.
setFramerateLimit
(
60
);

	
// Основной цикл

	
while
 
(
window
.
isOpen
())

	
{

		
// События

		
sf
::
Event
 
event
;

		
// Обработка событий (нажатие кнопок, закрытие окна и т.д.)

		
while
 
(
window
.
pollEvent
(
event
))

		
{

			
// Закрыть окно если нажата кнопка "Закрыть"

			
if
 
(
event
.
type
 
==
 
sf
::
Event
::
Closed
)

				
window
.
close
();

		
}

		
// Очистить окно и залить его черным цветом

		
window
.
clear
(
sf
::
Color
::
Black
);

		
// Отобразить

		
window
.
display
();

	
}

	
return
 
0
;

}

```

Аналогичный пример кода на Си:
```
#include
 
<SFML/Graphics.h>

int
 
main
()

{

	
// Режим окна (ширина, высота, глубина цвета) 

	
sfVideoMode
 
mode
 
=
 
{
1024
,
 
768
,
 
32
};

	
// Создать окно

	
sfRenderWindow
 
*
window
 
=
 
sfRenderWindow_create
(
mode
,
 
"Hello, World!"
,
 
sfClose
,
 
NULL
);

	
// Ограничить частоту кадров в секунду до 60

	
sfRenderWindow_setFramerateLimit
(
window
,
 
60
);

	
// Основной цикл

	
while
 
(
sfRenderWindow_isOpen
(
window
))

	
{

		
// События

		
sfEvent
 
event
;

		
// Обработка событий (нажатие кнопок, закрытие окна и т.д.)

		
while
 
(
sfRenderWindow_pollEvent
(
window
,
 
&
event
))

		
{

			
// Закрыть окно если нажата кнопка "Закрыть"

			
if
 
(
event
.
type
 
==
 
sfEvtClosed
)

				
sfRenderWindow_close
(
window
);

		
}

		
// Очистить окно и залить его черным цветом

		
sfRenderWindow_clear
(
window
,
 
sfBlack
);

		
// Отобразить

		
sfRenderWindow_display
(
window
);

	
}

	
// Уничтожить окно

	
sfRenderWindow_destroy
(
window
);

	
return
 
0
;

}

```

## SFML на других языках программирования[2]
| Название                                                        | Язык                                                      | Поддерживаемая версия |
| --------------------------------------------------------------- | --------------------------------------------------------- | --------------------- |
| CSFML Архивная копия от 16 сентября 2015 на Wayback Machine1    | C                                                         | 2.5                   |
| SFML.Net Архивная копия от 28 августа 2015 на Wayback Machine1  | C#                                                        | 2.5                   |
| JSFML Архивная копия от 12 июня 2021 на Wayback Machine         | Java                                                      | 2.2                   |
| DerelictSFML2 Архивная копия от 11 июня 2018 на Wayback Machine | D                                                         | 2.4                   |
| DSFML Архивная копия от 2 ноября 2015 на Wayback Machine        | D                                                         | 2.1                   |
| csfml-fpc Архивная копия от 1 апреля 2019 на Wayback Machine    | Free Pascal                                               | 2.5                   |
| pySFML                                                          | Python                                                    | 2.3.2                 |
| rbSFML Архивная копия от 25 апреля 2015 на Wayback Machine      | Ruby                                                      | 2.3.2                 |
| mruby-sfml Архивная копия от 1 апреля 2019 на Wayback Machine   | mruby                                                     | 2.4                   |
| GoSFML2 Архивная копия от 4 августа 2015 на Wayback Machine     | Go                                                        | 2.2                   |
| go-sfml Архивная копия от 1 апреля 2019 на Wayback Machine      | Go                                                        | 2.4                   |
| rust-sfml Архивная копия от 4 августа 2015 на Wayback Machine   | Rust                                                      | 2.4                   |
| Ocsfml Архивная копия от 2 января 2015 на Wayback Machine       | OCaml                                                     | 2.2                   |
| ocaml-sfml Архивная копия от 13 июля 2015 на Wayback Machine    | OCaml                                                     | 2.0                   |
| EuSFML2                                                         | Euphoria                                                  | 2.4                   |
| nim-csfml Архивная копия от 11 августа 2015 на Wayback Machine  | Nim                                                       | 2.3                   |
| SFML.jl Архивная копия от 16 августа 2015 на Wayback Machine    | Julia                                                     | 2.2                   |
| SFML Архивная копия от 5 сентября 2015 на Wayback Machine       | Haskell                                                   | 2.3.2                 |
| PasSfml Архивная копия от 11 июня 2018 на Wayback Machine       | Pascal                                                    | 2.4                   |
| crsfml Архивная копия от 11 августа 2015 на Wayback Machine     | Crystal Архивная копия от 25 июля 2013 на Wayback Machine | 2.5                   |